# Brittany Viola
Brittany Ann Viola (* 19. April 1987 in Saint Paul) ist eine US-amerikanische Wasserspringerin. Sie startet im 10-m-Turm- und Synchronspringen.
Bis zum Alter von 13 Jahren war sie in einem Turnverein aktiv, wechselte dann aber zum Wasserspringen. Viola studiert an der University of Miami und startet für das Sportteam der Universität, den Hurricanes. Sie gewann zweimal den Collegetitel im Turmspringen.
Viola nahm im Alter von nur 16 Jahren an der Weltmeisterschaft 2003 in Barcelona teil. Im 10-m-Synchronspringen wurde sie mit Laura Wilkinson Vierte. Ein Jahr später gewann sie bei der Junioren-Weltmeisterschaft Bronze vom Turm. Bei der Weltmeisterschaft 2009 in Rom belegte sie vom Turm im Halbfinale Rang 18, 2011 in Shanghai im Finale Rang zehn. Im Jahr 2011 wurde Viola erstmals US-amerikanische Meisterin.